# Thiago Ribeiro
Thiago, de son vrai nom Thiago Ribeiro Cardoso est un footballeur brésilien né le 24 février 1986 à Pontes Gestal au (Brésil). Il joue attaquant avec le club brésilien du Grêmio Novorizontino.

## Carrière

### En clubs
Né à Pontes Gestal, Thiago a commencé sa carrière au Rio Branco. Il a été prêté en Ligue 1 à Bordeaux pour 2004-05 ; une saison à oublier. 
En août 2005 il signe à São Paulo où il a joué une demi-saison. Il remporte le Championnat du Brésil de football 2006.
Il a été prêté à Al Rayyan où il marque un but en 2007 en Ligue de Champions.
En août 2008, Thiago retourne au Brésil où il signe un contrat de cinq ans avec Cruzeiro.
Thiago a été le meilleur buteur de la Copa Libertadores de 2010 avec 8 buts.
En août 2011 il a été acheté par Cagliari. Il a marqué son premier but pour le club dans un jeu contre Novara qu'ils ont gagné 2-1.
Il signe son premier doublé sous ses nouvelles couleurs contre l'AS Rome le 1er février 2012.

## Palmarès

### En club
São Paulo FC
- Coupe du monde des clubs 2005
- Copa Libertadores 2005
- Championnat du Brésil de football 2006
- Finaliste Copa Libertadores 2006

Cruzeiro EC
- Championnat du Minas Gerais de football 2009 & 2011
- Finaliste Copa Libertadores 2009

### Récompenses Individuelles
- Meilleur buteur de la Copa Libertadores 2010 8 buts